# Анализатор журналов
Анализатор журналов (англ. log analyzer) — программное обеспечение, устанавливаемое, как правило, на сервер, с определённой периодичностью собирающее накопленные узлом журналы сервера, обрабатывающее данные из них, хранящее извлечённые данные во внутреннем архиве или базе данных, и создающее страницы, показывающие статистическую информацию конечным пользователям. Доступ к статистике может осуществляться как при входе по паролю, так и без пароля.
Существует множество готовых программ для анализа журналов различных веб-серверов, прокси-серверов, СУБД, серверов приложений и других серверных программ. Системы хостинга зачастую предоставляют инфраструктуру для анализа журналов.
Среди бесплатных программ этого класса известны Webalizer и AWStats.